# Південна Корея на зимових Олімпійських іграх 2002
Республіка Корея брала участь у Зимових Олімпійських іграх 2002 року в Солт-Лейк-Сіті (США) у сімнадцятий раз за свою історію, і здобула дві срібні та дві золоті медалі. Збірну країни представляли 46 спортсменів, у тому числі 15 жінок.

## Золото
- Шорт-трек, жінки, 1500 метрів - Ко Гі Хьон .
- Шорт-трек, жінки, 3000 метрів, естафета - Чхве Мін Гьон, Чу Мін Джін, Пак Х'є Вон, Чхве Ин Гьон .

## Срібло
- Шорт-трек, жінки, 1000 метрів - Ко Гі Хьон.
- Шорт-трек, жінки, 1500 метрів - Чхве Ин Гьон .